# Tatiana Busto Garcia
Tatiana Busto Garcia (São Paulo, Brasil, 1981) és una artista visual i escriptora brasilera. Graduada en Estudis Fílmics a la FAAP (Fundação Armando Álvares Penteado) de São Paulo i Màster en Producció i Recerca Artística a la Universitat de Barcelona, on obté la Beca Han Nefkens/UB del 2015. Ha publicat tres llibres que han estat guardonats per la seva prosa complexa, intel·ligent i subtil. La seva obra investiga llenguatges narratius experimentals en els àmbits de la literatura, el cinema i la instal·lació artística.